# Pontenure
Pontenure est une commune italienne de la province de Plaisance, dans la région Émilie-Romagne.

## Administration
| Période                                  | Période | Identité | Étiquette | Qualité |
| ---------------------------------------- | ------- | -------- | --------- | ------- |
|                                          |         |          |           |         |
| Les données manquantes sont à compléter. |         |          |           |         |

### Hameaux
Muradello, Paderna, Valconasso.

### Communes limitrophes
Cadeo, Caorso, Carpaneto Piacentino, Cortemaggiore, Piacenza d'Adige, Podenzano, San Giorgio Piacentino.